# ماساکاتسو ۸۵۰۳
سیارک ۸۵۰۳ (به انگلیسی: 8503 Masakatsu، نامگذاری:1990WX3) هشت هزار و پانصد و سومین سیارک کشف شده‌است که در ۲۱ نوامبر ۱۹۹۰ کشف شد.
قدر مطلق سیارک برابر ۱۴٫۱۰ است.